# Explicit (album)
Pour les articles homonymes, voir Explicit.
Albums de Marina Kaye
Fearless
(2015) Twisted
(2020)
Singles
1. On My Own
Sortie : 19 mai 2017
2. Merci Quand Même (Promotionnel)
Sortie : 22 septembre 2017
3. Something
Sortie : 29 septembre 2017
4. This Time Is Mine (Promotionnel)
Sortie : 13 octobre 2017

Explicit est le deuxième album de Marina Kaye sorti le 20 octobre 2017.

## Titres de l'album
| Édition Standard | Édition Standard      | Édition Standard                                                | Édition Standard | Édition Standard | Édition Standard | Édition Standard | Édition Standard | Édition Standard | Édition Standard |
| No               | Titre                 | Auteur                                                          | Durée            |                  |                  |                  |                  |                  |                  |
| ---------------- | --------------------- | --------------------------------------------------------------- | ---------------- | ---------------- | ---------------- | ---------------- | ---------------- | ---------------- | ---------------- |
| 1.               | Intro                 |                                                                 | 2:05             |                  |                  |                  |                  |                  |                  |
| 2.               | Armour                | Marina Dalmas, Robin Grubert, Stefan Skarbek                    | 3:29             |                  |                  |                  |                  |                  |                  |
| 3.               | On My Own             | Dalmas, Dom Liu, Sean McDonagh, Lawrie Martin                   | 3:33             |                  |                  |                  |                  |                  |                  |
| 4.               | Vivre (feat. Soprano) | Dalmas, Frédéric Savio, Felipe Saldivia, Freddy Marche, Soprano | 3:21             |                  |                  |                  |                  |                  |                  |
| 5.               | Merci quand même      | Dalmas, Kore, Aurélien Mazin, Nacer Mounder, Siméo              | 3:54             |                  |                  |                  |                  |                  |                  |
| 6.               | Little Girl           | Dalmas, Nina Woodford, Mathias Wollo                            | 3:27             |                  |                  |                  |                  |                  |                  |
| 7.               | Something             | Dalmas, Woodford, Wollo                                         | 3:16             |                  |                  |                  |                  |                  |                  |
| 8.               | Miracle               | Dalmas, Mitch Allant, Laura Pergolizzi                          | 3:47             |                  |                  |                  |                  |                  |                  |
| 9.               | Save Yourself         | Dalmas, Liu, McDonagh, Martin, Sam Merrifield                   | 3:32             |                  |                  |                  |                  |                  |                  |
| 10.              | My Escape             | Dalmas, Jan Frogg                                               | 3:47             |                  |                  |                  |                  |                  |                  |
| 11.              | This Time Is Mine     | Dalmas, Thomas Constanza, Paul Coultrup                         | 3:33             |                  |                  |                  |                  |                  |                  |
| 12.              | Vole                  | Jean-Jacques Goldman                                            | 3:23             |                  |                  |                  |                  |                  |                  |
| 41:07            |                       |                                                                 |                  |                  |                  |                  |                  |                  |                  |

| Édition limitée | Édition limitée              | Édition limitée               | Édition limitée | Édition limitée | Édition limitée | Édition limitée | Édition limitée | Édition limitée | Édition limitée |
| No              | Titre                        | Auteur                        | Durée           |                 |                 |                 |                 |                 |                 |
| --------------- | ---------------------------- | ----------------------------- | --------------- | --------------- | --------------- | --------------- | --------------- | --------------- | --------------- |
| 13.             | Close                        | Dalmas, Don Mescall           | 4:17            |                 |                 |                 |                 |                 |                 |
| 14.             | On My Own (acoustic version) | Dalmas, Liu, McDonagh, Martin | 3:30            |                 |                 |                 |                 |                 |                 |
| 48:54           |                              |                               |                 |                 |                 |                 |                 |                 |                 |

## Classement
| Classement (2017)            | Meilleure position |
| ---------------------------- | ------------------ |
| Belgique (Wallonie Ultratop) | 26                 |
| France (SNEP)                | 14                 |
| Suisse (Schweizer Hitparade) | 22                 |

L'album est certifié disque d'or par la SNEP le 12 Août 2019.